# Brezons (fiume)
Il Brezons è un fiume francese che scorre nei dipartimenti di Cantal e Aveyron.
È un affluente della Truyère, nel lago dello sbarramento di Sarrans, quindi un subaffluente della Garonna attraverso il fiume Lot.

## Geografia
Secondo il SANDRE, il Brezons è un fiume il cui tratto a monte è denominato Torrente di Livernade.
Il torrente di Livernade nasce a circa 1580 metri d'altitudine nel Parco naturale regionale dei Vulcani d'Alvernia, al centro del dipartimento del Cantal, sulle falde sudest del Plomb du Cantal, nel comune di Brezons, circa 700 metri a ovest-nord-ovest del colle della Tombe du Père. Esso si dirige dal sud e precipita in due cascate una delle quali è quella dl Salto della Trota.  Accoglie alla sua riva destra le acque del torrente di Encloux, assumendo di qui il nome di Brezons.
A partire dalle località dette le Bourguet e Lustrande, il suo corso è affiancato sulla sua sinistra dalla strada dipartimentale (RD) 39. Esso è attraversato dalla RD 57 all'altezza della sua confluenza con il torrente di Montréal, bagna il comune di Brezons, poi passa sotto la RD 39, che lo affianca sulla riva destra fino alla strada nazionale RD 990, sotto la quale passa proprio di frante al villaggio di Saint-Martin-sous-Vigouroux. Riceve quindi le acque del suo principale affluente, l'Hirondelle, a circa 150 metri a monte del ponte dell'Estradié.
Un chilometro più a valle, il suo corso è interrotto dallo sbarramento di Sarrans per circa quattro chilometri e mezzo. Un ponte sospeso, ponte di collegamento delle RD 34 (Cantal) e 537 (Aveyron) lo attraversa. Esso raggiunge la Truyère alla riva destra, a 647 metri d'altitudine, dopo la Devèze, al largo della penisola di Laussac, nel lago dello sbarramento di Sarrans, tra i comuni di Paulhenc (Cantal) e di Thérondels (Aveyron).
L'insieme torrente di Livernade-Brezons, globalmente di direzione nord-sud è lungo 28,5 km, di cui 24 km fino al suo sbocco su lago artificiale dello sbarramento di Sarrans.

### Dipartimenti e comuni attraversati
Nei dipartimenti del Cantal e dell'Aveyron, il Brezons bagna cinque comuni, da monte verso valle: Brezons, Saint-Martin-sous-Vigouroux, Pierrefort e Paulhenc (confluenza) nel Cantal, così come Thérondels (confluenza) nell'Aveyron.

### Toponimi
Le Brezons ha un comune omonimo, Brezons.

### Bacino idrografico
Il bacino idrografico del Brezons si estende su 102 km2. Questo bacino idrografico è costituito per il 53,99% di territori agricoli, per il 45,41% di foreste e ambienti semi-naturali, a 0,62% di specchi d'acqua, e per lo 0,28% di territori artificializzati.

## Affluenti
Il Brezons ha quattordici affluenti ufficiali secondo il SANDRE, di cui però solo nove hanno un proprio nome; da monte verso valle si trovano:
- il torrente d'Encloux[4] alla riva destra, lungo 3 km, con affluente:
  - il torrente di Mandre ;
- il torrente di Peyregrosse[5], 1,3 km, alla riva sinistra ;
- il torrente dei Cros[6], riva sinistra,  4,4 km con due affluenti;
- il torrente di Sagnarade[7], riva sinistra,  4,8 km con un affluente;
- il torrente di Montréal[8], riva destra,  3,3 km, con la cascata di Montréal;
- il torrente del Bao[9], riva sinistra,  4,9 km, con le cascate della Borie;
- il torrente di Boussac[10],  1,9 km, riva sinistra ;
- l'Hirondelle, o torrente di Sarrus nel suo tratto a monte[11], riva destra,  13 km; è il più importante affluente del Brezons con quattro affluenti, dei quali tre hanno un nome:
  - il torrente di Merderic ;
  - il torrente di Moissalou[12], lungo 5,1 km;
  - il torrente di Casternac;
- il torrente dei Catainères[13],  1,9 km, riva destra, che si getta nel lago artificiale dello sbarramento di Sarrans.

Il numero di Strahler del Brezons è dunque tre.

## Galleria d'immagini

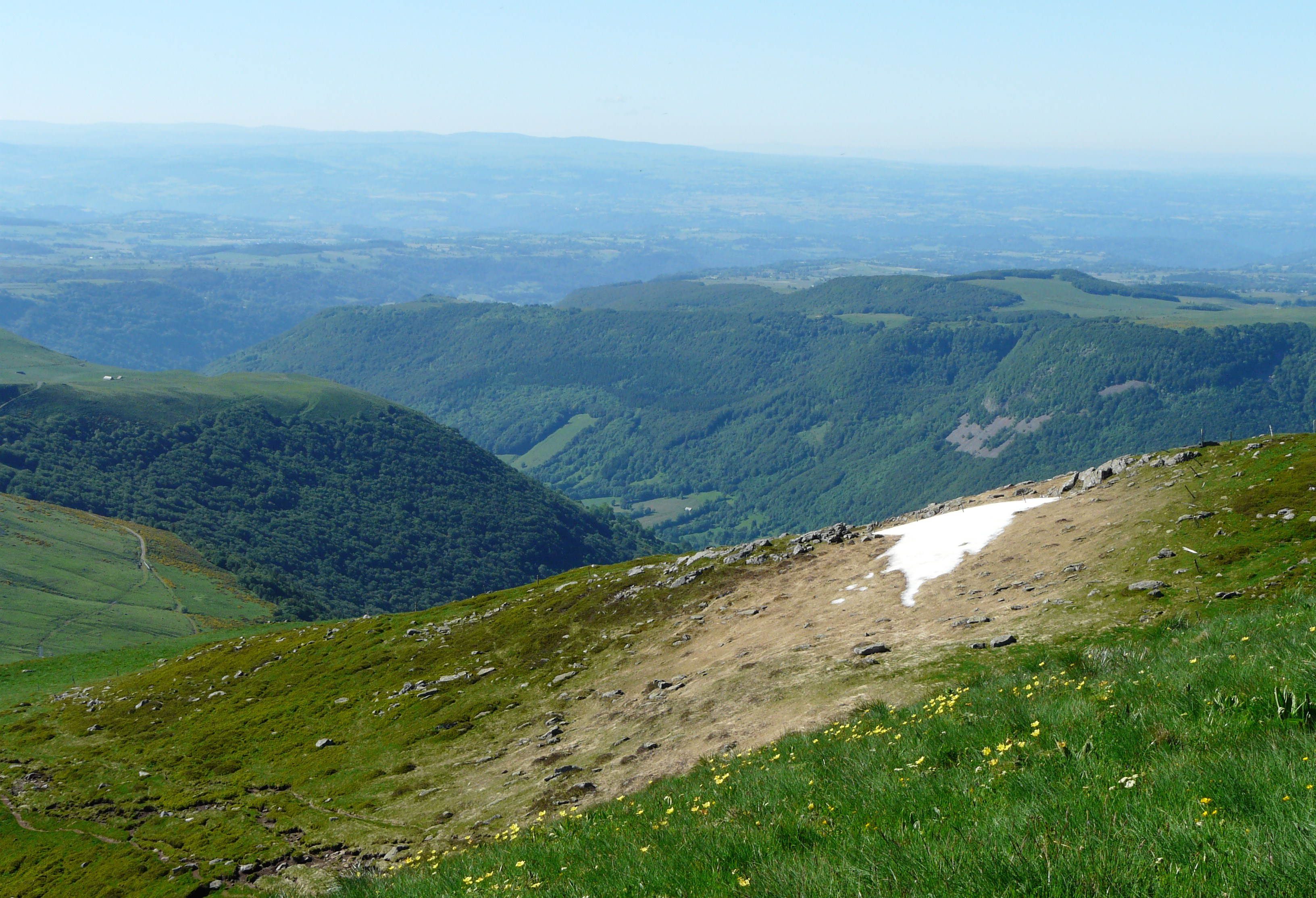
La valle del torrente di Livernade dal plomb du Cantal.
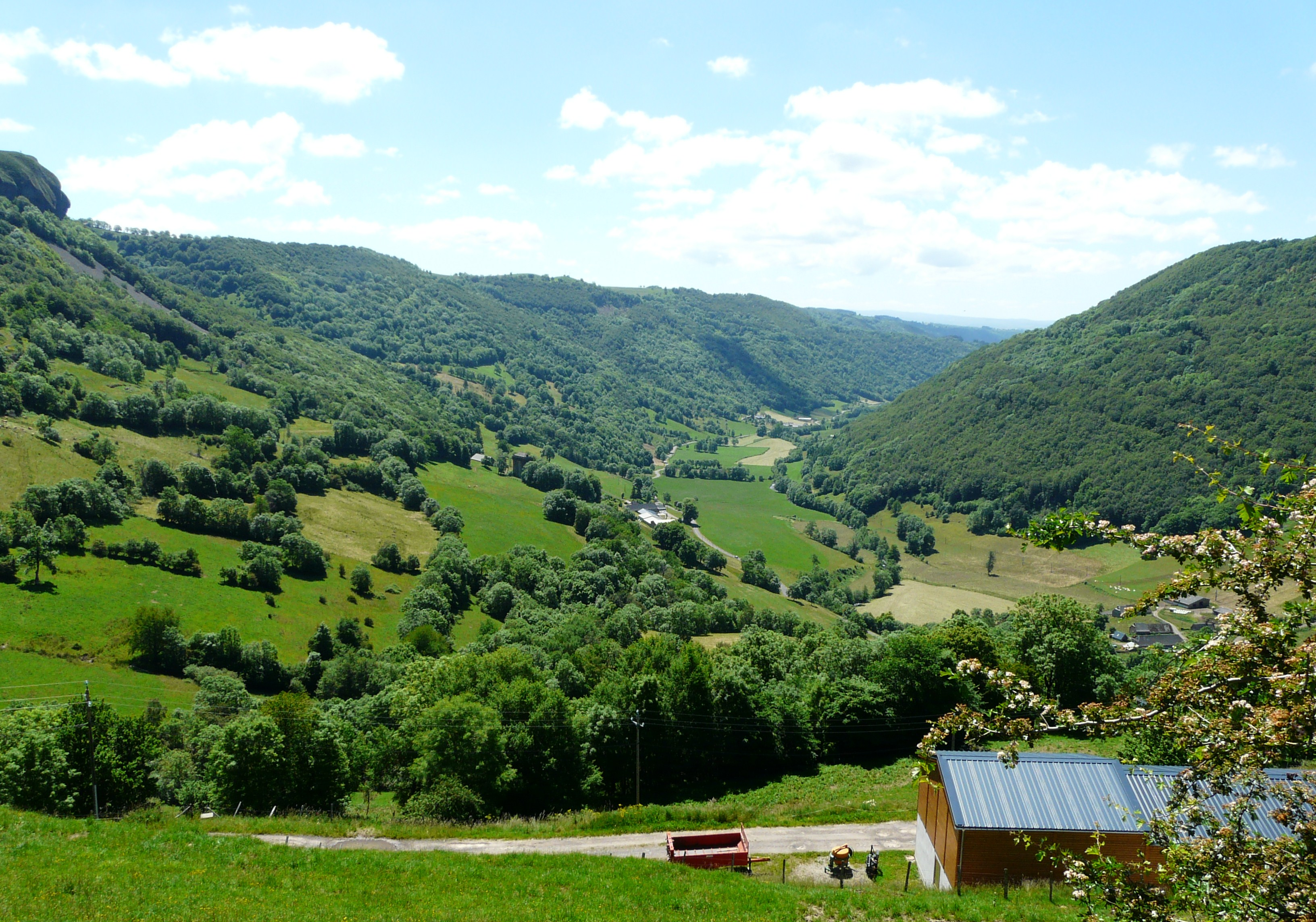
La valle del Brezons a Brezons.
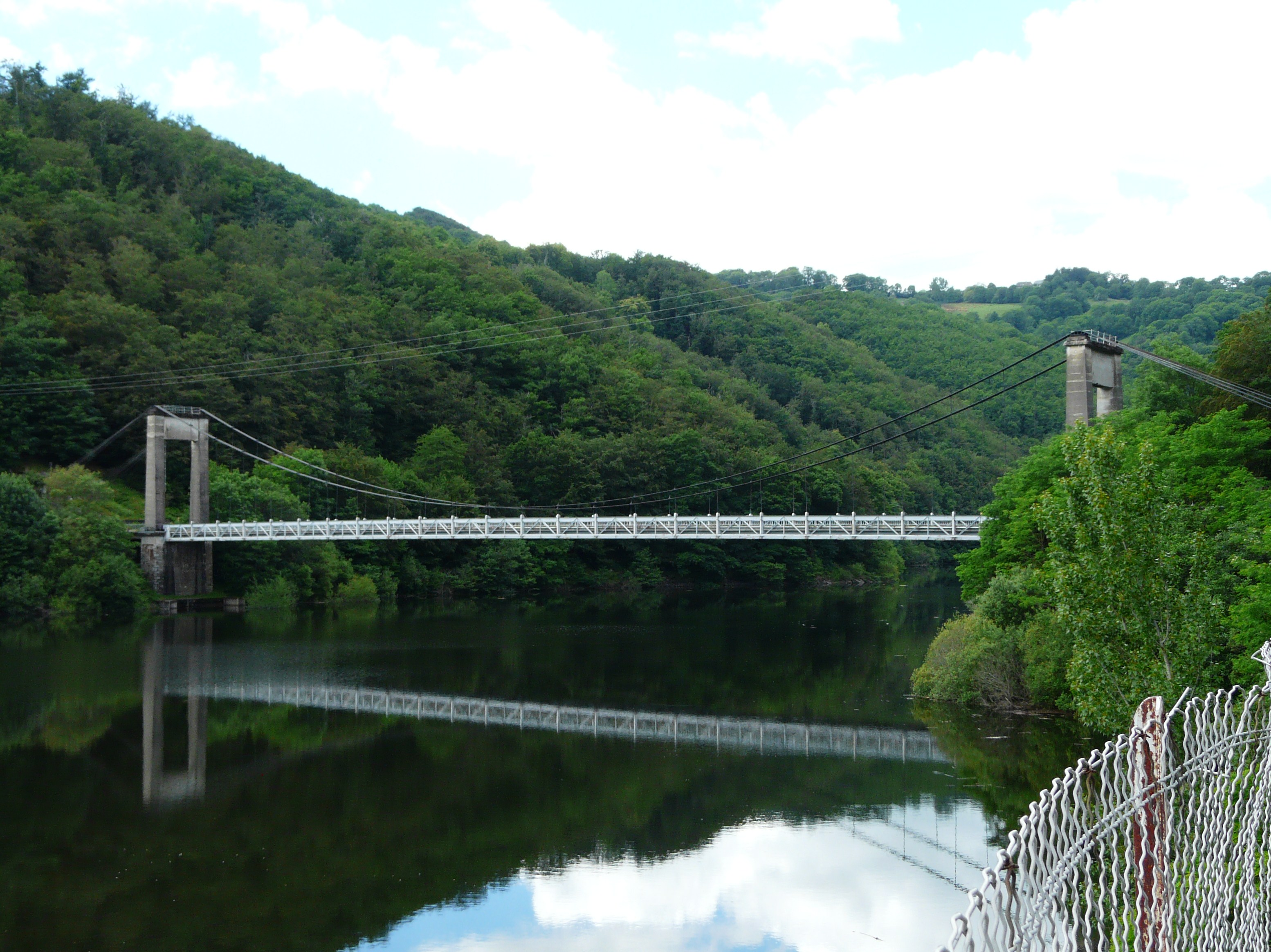
Il ponte sospeso sul Brezons, tra Thérondels e Paulhenc.